# Liste der Monuments historiques in Breuil-sur-Vesle
Die Liste der Monuments historiques in Breuil-sur-Vesle führt die Monuments historiques in der französischen Gemeinde Breuil-sur-Vesle auf.

## Liste der Immobilien
| Bezeichnung       | Beschreibung            | Standort               | Kennzeichnung | Schutzstatus | Datum | Bild           |
| ----------------- | ----------------------- | ---------------------- | ------------- | ------------ | ----- | -------------- |
| Kirche Notre-Dame | aus dem 12. Jahrhundert | Rue de l’Église (Lage) | PA00078600    | Classé       | 1923  | weitere Bilder |

## Liste der Objekte
| Bezeichnung                      | Beschreibung                                               | Standort                        | Kennzeichnung | Schutzstatus | Datum | Bild |
| -------------------------------- | ---------------------------------------------------------- | ------------------------------- | ------------- | ------------ | ----- | ---- |
| Kelch                            | Silber, 1850 von Thomas-Joseph Armand-Calliat              | in der Kirche Notre-Dame (Lage) | PM51001855    | Inscrit      | 2002  |      |
| Kruzifix                         | Torso; Stein, 14. Jahrhundert                              | in der Kirche Notre-Dame (Lage) | PM51001856    | Inscrit      | 2002  |      |
| Skulptur Heilige Maria Magdalena | Torso; Stein, 14. Jahrhundert                              | in der Kirche Notre-Dame (Lage) | PM51001857    | Inscrit      | 2002  |      |
| Skulptur Madonna mit Kind        | Holz, 15. Jahrhundert; im Palais du Tau in Reims deponiert | in der Kirche Notre-Dame (Lage) | PM51001860    | Inscrit      | 2002  |      |
| Skulptur eines betenden Engels   | Stein, 14. Jahrhundert                                     | in der Kirche Notre-Dame (Lage) | PM51001858    | Inscrit      | 2002  |      |
| Skulptur Johannes der Täufer     | Holz, 14. Jahrhundert; im Palais du Tau in Reims deponiert | in der Kirche Notre-Dame (Lage) | PM51001859    | Inscrit      | 2002  |      |